# Västerskär (Föglö, Åland)
Västerskär är skär i Åland (Finland). De ligger i den södra delen av landskapet, 27 km sydost om huvudstaden Mariehamn. Västerskär ligger 6 meter över havet.
Terrängen runt Västerskär är mycket platt. Trakten är glest befolkad. Närmaste större samhälle är Föglö, 17,3 km nordost om Västerskär. 